# KOI8-T
il KOI8-T è un sistema di codifica di caratteri a 8-bit progettato per essere adoperato con la lingua tagica, in particolare con la versione dell'alfabeto tagico che si rifà all'alfabeto cirillico. Introdotto da Michael Davis come soluzione temporanea per riempire i vuoti presenti nei sistemi di codifica allora esistenti in attesa della definitiva affermazione dell'Unicode, il KOI8-T, il cui nome sta per Kod Obmena Informaciej, 8 bit (in russo Код Обмена Информацией, 8 бит, Codice per lo scambio di informazioni, 8 bit), è basato sul KOI8-R, sistema di codifica basato sull'originale KOI8 e progettato per l'utilizzo con il russo e con il bulgaro, di cui sostituisce alcuni caratteri grafici con sei lettere tagiche nelle loro versioni maiuscola e minuscola: Қ, Ғ, Ң, Ҷ, Ӯ e Ӣ.
Il KOI8 ed il CP-1251, un altro sistema di codifica di caratteri per le lingue che utilizzano l'alfabeto cirillico, sono ancora molto più utilizzati dell'ISO 8859-5, che in effetti non ha mai trovato grande utilizzo, anche se oggi, ormai, nella stragrande maggioranza degli utilizzi moderni, viene loro preferito l'Unicode.
Il KOI8 ed i sistemi da lui derivati hanno la particolarità di avere le lettere cirilliche disposte in ordine pseudo-latino piuttosto che nel comune ordine dell'alfabeto cirillico come hanno per esempio l'ISO 8859-5 e l'Unicode. Sebbene questo possa sembrare anti intuitivo, questa caratteristica risulta utile per il fatto che se l'ottavo bit viene eliminato, il testo è parzialmente leggibile utilizzando il sistema ASCII e può essere convertito in un testo in KOI7 sintatticamente corretto. Per esempio se dalla scritta in KOI8-T "Русский Текст" viene eliminato l'ottavo bit, essa diventa rUSSKIJ tEKST ("Testo russo") ed un tentativo di interpretare tale stringa con il KOI7 porta a "РУССКИЙ ТЕКСТ". Il KOI8 fu creato basandosi sul codice Morse russo (che a sua volta fu creato dal codice Morse internazionale basandosi sulle assonanze) e la connessione riguardante l'ordine delle lettere tra il codice Morse russo e quello internazionale è la stessa che esiste tra il KOI8 e l'ASCII.

## Tabella
La seguente tabella mostra il sistema di codifica KOI8-T. Ogni carattere è rappresentato al centro della cella con il suo equivalente Unicode in alto e il suo codice decimale in basso.
|  | Caratteri di controllo   |  | Punteggiatura          |
|  | Cifre numeriche          |  | Caratteri alfabetici   |
|  | Caratteri internazionali |  | Caratteri non definiti |
|  | Caratteri grafici        |  | Punteggiatura estesa   |

|    | -0         | -1         | -2         | -3         | -4         | -5         | -6         | -7         | -8         | -9         | -A         | -B         | -C          | -D           | -E         | -F         |
| -- | ---------- | ---------- | ---------- | ---------- | ---------- | ---------- | ---------- | ---------- | ---------- | ---------- | ---------- | ---------- | ----------- | ------------ | ---------- | ---------- |
| 0- | 0          | 1          | 2          | 3          | 4          | 5          | 6          | 7          | 8          | 9          | 10         | 11         | 12          | 13           | 14         | 15         |
| 1- | 16         | 17         | 18         | 19         | 20         | 21         | 22         | 23         | 24         | 25         | 26         | 27         | 28          | 29           | 30         | 31         |
| 2- | 0020 SP 32 | 0021 ! 33  | 0022 " 34  | 0023 # 35  | 0024 $ 36  | 0025 % 37  | 0026 & 38  | 0027 ' 39  | 0028 ( 40  | 0029 ) 41  | 002A * 42  | 002B + 43  | 002C , 44   | 002D - 45    | 002E . 46  | 002F / 47  |
| 3- | 0030 0 48  | 0031 1 49  | 0032 2 50  | 0033 3 51  | 0034 4 52  | 0035 5 53  | 0036 6 54  | 0037 7 55  | 0038 8 56  | 0039 9 57  | 003A : 58  | 003B ; 59  | 003C < 60   | 003D = 61    | 003E > 62  | 003F ? 63  |
| 4- | 0040 @ 64  | 0041 A 65  | 0042 B 66  | 0043 C 67  | 0044 D 68  | 0045 E 69  | 0046 F 70  | 0047 G 71  | 0048 H 72  | 0049 I 73  | 004A J 74  | 004B K 75  | 004C L 76   | 004D M 77    | 004E N 78  | 004F O 79  |
| 5- | 0050 P 80  | 0051 Q 81  | 0052 R 82  | 0053 S 83  | 0054 T 84  | 0055 U 85  | 0056 V 86  | 0057 W 87  | 0058 X 88  | 0059 Y 89  | 005A Z 90  | 005B [ 91  | 005C \ 92   | 005D ] 93    | 005E ^ 94  | 005F _ 95  |
| 6- | 0060 ` 96  | 0061 a 97  | 0062 b 98  | 0063 c 99  | 0064 d 100 | 0065 e 101 | 0066 f 102 | 0067 g 103 | 0068 h 104 | 0069 i 105 | 006A j 106 | 006B k 107 | 006C l 108  | 006D m 109   | 006E n 110 | 006F o 111 |
| 7- | 0070 p 112 | 0071 q 113 | 0072 r 114 | 0073 s 115 | 0074 t 116 | 0075 u 117 | 0076 v 118 | 0077 w 119 | 0078 x 120 | 0079 y 121 | 007A z 122 | 007B { 123 | 007C \| 124 | 007D } 125   | 007E ~ 126 | 127        |
| 8- | 049B қ 128 | 0493 ғ 129 | 201A ‚ 130 | 0492 Ғ 131 | 201E „ 132 | 2026 … 133 | 2020 † 134 | 2021 ‡ 135 | 136        | 2030 ‰ 137 | 04B3 ң 138 | 2039 ‹ 139 | 04B2 Ң 140  | 04B7 ҷ 141   | 04B6 Ҷ 142 | 143        |
| 9- | 049A Қ 144 | 2018 ‘ 145 | 2019 ’ 146 | 201C “ 147 | 201D ” 148 | 2022 • 149 | 2013 – 150 | 2014 — 151 | 152        | 2122 ™ 153 | 154        | 203A › 155 | 156         | 157          | 158        | 159        |
| A- | 160        | 04EF ӯ 161 | 04EE Ӯ 162 | 0451 ё 163 | 00A4 ¤ 164 | 04E2 ӣ 165 | 00A6 ¦ 166 | 00A7 § 167 | 168        | 169        | 170        | 00AB « 171 | 00AC ¬ 172  | 00AD SHY 173 | 00AE ® 174 | 175        |
| B- | 00B0 ° 176 | 00B1 ± 177 | 00B2 ² 178 | 0401 Ё 179 | 180        | 04E1 Ӣ 181 | 00B6 ¶ 182 | 00B7 · 183 | 184        | 2122 № 185 | 186        | 00BB » 187 | 188         | 189          | 190        | 00A9 © 191 |
| C- | 044E ю 192 | 0430 а 193 | 0431 б 194 | 0446 ц 195 | 0434 д 196 | 0435 е 197 | 0444 ф 198 | 0433 г 199 | 0445 х 200 | 0438 и 201 | 0439 й 202 | 043A к 203 | 043B л 204  | 043C м 205   | 043D н 206 | 043E о 207 |
| D- | 043F п 208 | 044F я 209 | 0440 р 210 | 0441 с 211 | 0442 т 212 | 0443 у 213 | 0436 ж 214 | 0432 в 215 | 044C ь 216 | 044B ы 217 | 0437 з 218 | 0448 ш 219 | 044D э 220  | 0449 щ 221   | 0447 ч 222 | 044A ъ 223 |
| E- | 042E Ю 224 | 0410 А 225 | 0411 Б 226 | 0426 Ц 227 | 0414 Д 228 | 0415 Е 229 | 0424 Ф 230 | 0413 Г 231 | 0425 Х 232 | 0418 И 233 | 0419 Й 234 | 041A К 235 | 041B Л 236  | 041C М 237   | 041D Н 238 | 041E О 239 |
| F- | 041F П 240 | 042F Я 241 | 0420 Р 242 | 0421 С 243 | 0422 Т 244 | 0423 У 245 | 0416 Ж 246 | 0412 В 247 | 042C Ь 248 | 042B Ы 249 | 0417 З 250 | 0428 Ш 251 | 042D Э 252  | 0429 Щ 253   | 0427 Ч 254 | 042A Ъ 255 |
|    | -0         | -1         | -2         | -3         | -4         | -5         | -6         | -7         | -8         | -9         | -A         | -B         | -C          | -D           | -E         | -F         |

Nella tabella soprastante, il corrispettivo del codice Unicode 20 è il carattere spazio mentre del codice Unicode A0 è lo spazio unificatore.